# Антіох VI Діоніс
Антіох VI Діоніс Епіфан (дав.-гр. Αντίοχος Ϝ΄ Διόνυσος; 148 до н. е. —142 до н. е.) — цар Сирії у 145—142 роках до н. е.

## Життєпис
Антіох VI був єдиною дитиною селевкідського басилевса Александра I Баласа та єгипетської принцеси Клеопатри Теї. Після загибелі батька,Антіох отримав прихисток в одного з арабських ватажків, якого в різних джерелах зовуть Діоклом, Ямвліхом та Малком. Пізніше ватажок передав принца сирійському військовику Діодоту, який очолив повстання проти Деметрія II і проголосив Антіоха царем й захопив столицю держави Антіохію. Надалі Антіох VI фактично не правив, усю владу перебрав Діодот. Протиборство тривало з Деметрієм II, що закріпився у Селевкії-на-Тигрі. Від імені Антіоха, Діодот уклав договір з юдейським правителем Йонатаном Хасмонеєм.
Припускається, що саме Антіох VI наказав вбити епікурейського філософа Діогена, бо не міг вже терпіти його лихослів'я, хоча існує версія, що це був Антіох VII Евергет.
У 142 до н. е. за нез'ясованих обставин цар Антіох VI помер, найімовірніше його було вбито за наказом Діодота.
За твердженням Юстина, Деметрій II усиновив Антіоха VI, на думку Ніколаса Райта, таким чином басилевс намагався усунути протиріччя в правлячій родині.
Античний історик Аппіан Александрійський називав Антіоха VI Александром сином Александра, на думку сучасного дослідника Кріса Беннета, Аппіан сплутав Антіоха з басилевсом Александром II Забіною. Російські історики Берзон та Габелко, навпаки, вважають, що хлопчика спочатку звали Александром, а Антіохом він був названий, щоб дистанціюватися від свого невдалого батька і підкреслити походження від Антіоха III по материнській лінії.

## Монети
Був відомий лише один екземпляр золотого статера Антіоха VI, який станом на 1961 рік належав Варшавському музею. Але монета була втрачена до того, як була проведена належна верифікація, тому її не завжди включають до каталогів монет.